# Ryan Dunn
Ryan Dunn (Medina, 11 giugno 1977 – West Goshen Township, 20 giugno 2011) è stato un personaggio televisivo statunitense, apparso su Jackass, Viva La Bam, Homewrecker ed è stato un membro della CKY Crew.

## Biografia

### Carriera
Ryan Dunn ha preso parte alle acrobazie caratteristiche che hanno reso famoso Jackass e ha recitato in tre film usciti, Jackass: The Movie, Jackass Number Two e Jackass 3D.
Inoltre Dunn ha interpretato il personaggio principale nel film di Bam Margera, Haggard, basato su una relazione fallita che Ryan aveva avuto. Ryan conosceva Bam dalle scuole superiori ed è stato un suo amico vicino, come ha dimostrato in Viva La Bam.
Nel 2007 Ryan ha fatto inoltre un tour con Don Vito chiamato The Dunn and Don Vito Rock tour. Il DVD è uscito il 20 marzo 2007.
Ryan è apparso nell'episodio di Law & Order: Unita vittime speciali chiamato "Smut" nel dicembre 2008. È anche apparso in un film intitolato Street Dreams uscito nella primavera del 2009, recitato insieme a Rob Dyrdek e Paul Rodriguez Jr.
Dunn ha anche recitato in uno spettacolo sempre diretto d Bam Margera chiamato "Bam's World Domination" andato in onda su Spike.

### Vita privata
Dunn è nato a Medina, nell'Ohio e ha trascorso gran parte della sua infanzia a Brecksville, sempre nell'Ohio. Dal 2002 alla sua morte, Dunn ha avuto una relazione a lungo termine con Angie Cuturic. Dunn aveva diversi tatuaggi della Cuturic, incluso nel braccio interno e nell'anulare sinistro.
Durante le riprese delle scene di chiusura di Jackass numero due nel 2006, Dunn si infortunò cadendo male sulla sua spalla e ciò gli causò danni ai muscoli che portarono a un coagulo di sangue che lo mise in pericolo di vita, a causa della vicinanza al cuore e cervello. Mentre cercava un trattamento, Dunn divenne depresso, interrompendo alla fine tutti i contatti con i suoi amici, colleghi e altri per quasi due anni e non partecipando a Jackassworld.com, un sito contenente stunt dei membri di Jackass e altro materiale affine. 
Tornò nel cast di Jackass nella produzione di Jackass 3D e Jackass 3.5 dichiarandosi felice di ricongiungersi ai colleghi.

### Morte

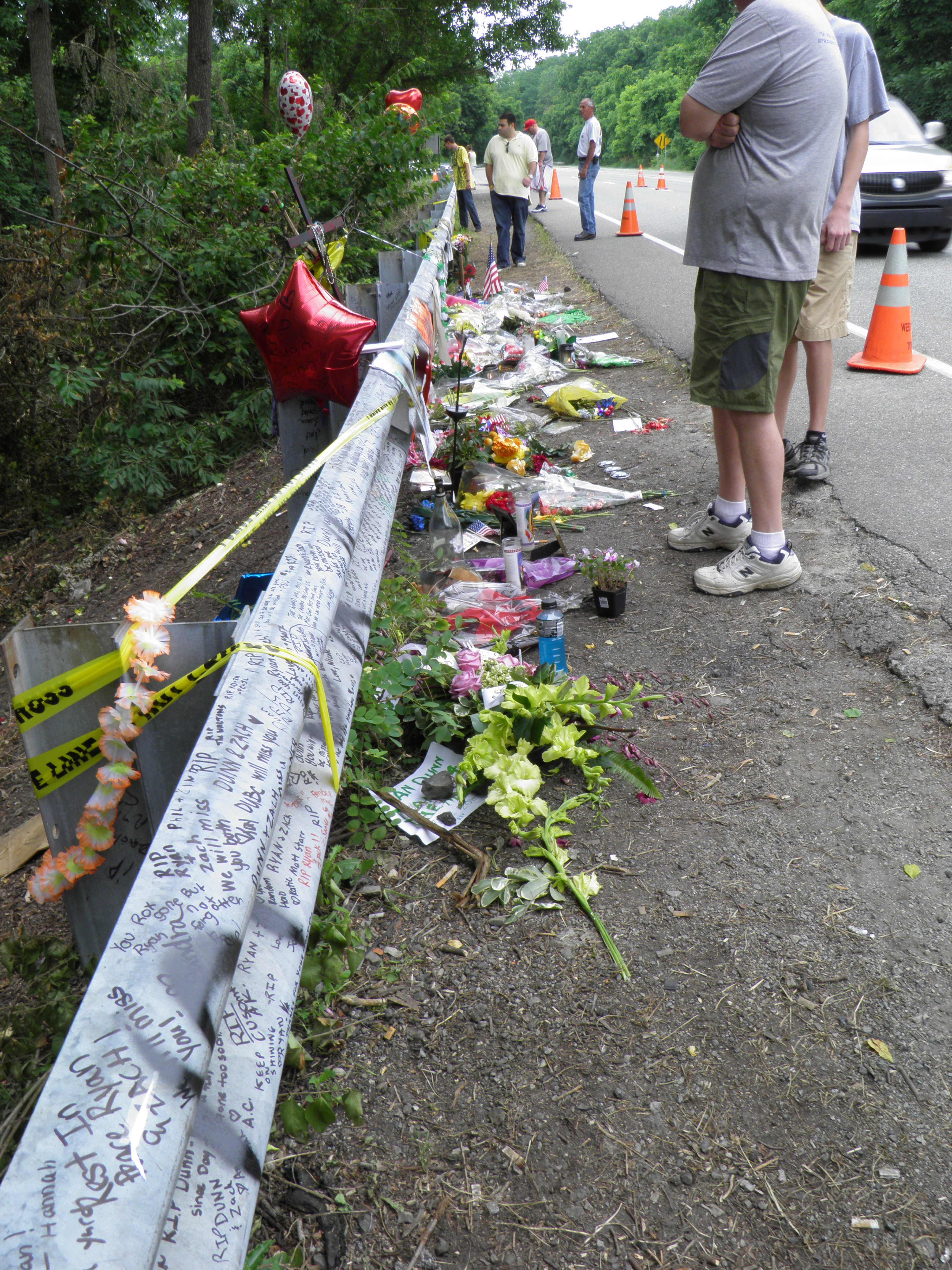
Fiori e note lasciati sulla scena dell'incidente automobilistico di Ryan Dunn

Dunn è morto in un incidente stradale nella notte del 20 giugno 2011 nei pressi di West Goshen Township, nella contea di Chester, Pennsylvania. La Porsche di Dunn, dopo aver perso il controllo, si è schiantata contro un albero e ha preso fuoco. Assieme allo stuntman, nell'incidente ha perso la vita Zachary Hartwell, anch'egli stuntman e assistente alla produzione del film Jackass 2. Poche ore prima, Dunn postò sul suo profilo di Twitter una foto che lo ritraeva mentre beveva alcolici in compagnia di amici la quale, dopo l'incidente, venne rimossa.
La polizia ha rivelato che Dunn aveva un tasso alcolemico di 1,96 grammi per litro di sangue (contro un limite legale in Pennsylvania di 0,8), e che al momento dell'incidente la macchina viaggiava tra i 212 e i 225 km/h, in una strada in cui il limite era di 55 miglia orarie (circa 89 km/h).
Il cast di Jackass ha deciso di dedicare alla memoria di Dunn i film Jackass presenta: Nonno cattivo, uscito nel 2013, e Jackass Forever, uscito nel 2022.

## Filmografia
- Jackass: The Movie (2002)
- Haggard: The Movie (2003)
- A Halfway House Christmas (2005)
- Jackass Number Two (2006)
- Blonde Ambition - Una bionda a NY (2007)
- Street Dreams, regia di Chris Zamoscianyk (2009)
- Jackass 3D (2010)
- Jackass 3.5 (2011)
- Jackass 4.5 (2022)

## Curiosità
- Il suo amico, nonché collega in molti film, Steve-O, paragonava spesso la sua barba a quella degli ZZ Top.